# Coin-sur-Seille
Coin-sur-Seille és un municipi francès, situat al departament del Mosel·la i a la regió del Gran Est. L'any 2007 tenia 300 habitants.

## Demografia

### Població
El 2007 la població de fet de Coin-sur-Seille era de 300 persones. Hi havia 119 famílies, de les quals 24 eren unipersonals (12 homes vivint sols i 12 dones vivint soles), 50 parelles sense fills i 45 parelles amb fills.
La població ha evolucionat segons el següent gràfic:
Habitants censats

### Habitatges
El 2007 hi havia 124 habitatges, 121 eren l'habitatge principal de la família i 3 estaven desocupats. 121 eren cases i 2 eren apartaments. Dels 121 habitatges principals, 112 estaven ocupats pels seus propietaris, 8 estaven llogats i ocupats pels llogaters i 1 estava cedit a títol gratuït; 2 tenien tres cambres, 23 en tenien quatre i 96 en tenien cinc o més. 105 habitatges disposaven pel capbaix d'una plaça de pàrquing. A 46 habitatges hi havia un automòbil i a 69 n'hi havia dos o més.

### Piràmide de població
La piràmide de població per edats i sexe el 2009 era:
| Homes | Edats   | Dones |
| ----- | ------- | ----- |
| 0     | 95 o +  | 0     |
| 0     | 90 a 94 | 0     |
| 0     | 85 a 89 | 0     |
| 4     | 80 a 84 | 0     |
| 8     | 75 a 79 | 0     |
| 4     | 70 a 74 | 16    |
| 0     | 65 a 69 | 4     |
| 12    | 60 a 64 | 4     |
| 8     | 55 a 59 | 8     |
| 12    | 50 a 54 | 12    |
| 24    | 45 a 49 | 20    |
| 4     | 40 a 44 | 20    |
| 8     | 35 a 39 | 8     |
| 8     | 30 a 34 | 12    |
| 8     | 25 a 29 | 12    |
| 8     | 20 a 24 | 12    |
| 12    | 15 a 19 | 0     |
| 0     | 10 a 14 | 20    |
| 8     | 5 a 9   | 8     |
| 0     | 0 a 4   | 4     |

## Economia
El 2007 la població en edat de treballar era de 194 persones, 130 eren actives i 64 eren inactives. De les 130 persones actives 121 estaven ocupades (63 homes i 58 dones) i 9 estaven aturades (6 homes i 3 dones). De les 64 persones inactives 34 estaven jubilades, 18 estaven estudiant i 12 estaven classificades com a «altres inactius».

### Ingressos
El 2009 a Coin-sur-Seille hi havia 113 unitats fiscals que integraven 298 persones, la mediana anual d'ingressos fiscals per persona era de 24.001 €.

### Activitats econòmiques
Dels 8 establiments que hi havia el 2007, 3 eren d'empreses de comerç i reparació d'automòbils, 1 d'una empresa d'hostatgeria i restauració, 1 d'una empresa d'informació i comunicació, 1 d'una empresa immobiliària, 1 d'una empresa de serveis i 1 d'una entitat de l'administració pública.
L'únic servei als particulars que hi havia el 2009 era un restaurant.
L'únic establiment comercial que hi havia el 2009 era una botiga de material esportiu.
L'any 2000 a Coin-sur-Seille hi havia 4 explotacions agrícoles.

## Equipaments sanitaris i escolars
El 2009 hi havia una escola elemental integrada dins d'un grup escolar amb les comunes properes formant una escola dispersa.

## Poblacions més properes
El següent diagrama mostra les poblacions més properes.